# FIA-Formel-E-Weltmeisterschaft 2021/22
Die FIA-Formel-E-Weltmeisterschaft 2021/22 war die achte Saison der FIA-Formel-E-Weltmeisterschaft und die zweite, die offiziell als Weltmeisterschaft ausgetragen wurde. Sie begann am 28. Januar 2022 in Diriyya und endete am 14. August 2022 in Seoul. Die Saison umfasste sechzehn Rennen.

## Änderungen 2020/21

### Rennen
Das wegen der COVID-19-Pandemie in der Vorsaison ausgefallenen Rennen in Mexiko-Stadt findet wieder statt, genau wie die bereits zweimal angekündigten, aber pandemiebedingt beide Male ausgefallenen Rennen in Jakarta und Seoul. Als Ersatz für ein geplantes, jedoch wieder abgesagtes Rennen in Vancouver rückt Marrakesch erneut in den Rennkalender.
Die in der Vorsaison pandemiebedingt in den Rennkalender aufgenommenen Rennen in Puebla und Valencia entfallen wieder.

### Technisches Reglement
Erstmals seit der Debütsaison der Rennserie ist keine Weiterentwicklung der Antriebe erlaubt. Stattdessen müssen die in der Vorsaison verwendeten Elektromotoren erneut verwendet werden.

### Sportliches Reglement
Die Leistung der Fahrzeuge im Rennen steigt von 200 kW auf 220 kW, die Leistung im Attack-Mode von 235 kW auf 250 kW. Zudem darf die Rennleitung entscheiden, das Rennen nach einer Safety-Car-Phase mit einem stehenden Start fortzusetzen.
Außerdem wird das Qualifying-Format überarbeitet. Die Piloten fahren nun zunächst ein zehnminütiges Zeittraining, das in zwei Gruppen ausgetragen wird. Die vier schnellsten Piloten jeder Gruppe bestreiten anschließend ein dreiteiliges, aus Viertel-, Halbfinale und Finale bestehendes Zeitfahren, bei dem jeweils zwei Piloten gegeneinander antreten.
Die Dauer des ersten freien Trainings wird von 45 Minuten auf 30 Minuten gekürzt.
Außerdem fällt der Energieabzug nach einer Safety-Car-Phase oder einer Full-Course-Yellow weg. Stattdessen addiert die Rennleitung für jede volle Minute der Neutralisierung des Rennens 45 Sekunden auf die Rennzeit, wenn diese in den ersten 40 Minuten des Rennens stattfindet. Die Verlängerung des Rennens ist jedoch auf maximal zehn Minuten beschränkt.

### Reifen
Die Anzahl der zur Verfügung stehenden Reifen für einen Renntag erhöht sich von je drei auf je vier Vorder- und Hinterreifen. Sollten an einem Wochenende zwei Rennen ausgetragen werden, erhöht sie sich von vier auf sechs Reifen pro Achse.

### Teams
Nach dem werksseitigen Ausstieg von Audi tritt das Team Audi Sport ABT Schaeffler nicht mehr in der FIA-Formel-E-Weltmeisterschaft an. Das Starterfeld reduziert sich somit von 24 auf 22 Fahrzeuge.
Andretti Autosport tritt nun als BMW-Kundenteam an, nachdem der Hersteller seinen werksseitigen Rückzug zum Ende der Vorsaison erklärt hatte.

### Fahrer
Lucas di Grassi wechselt nach dem Audi-Ausstieg zu Venturi und wird dort Nachfolger von Norman Nato, der die Rennserie verlässt. Sein Teamkollege René Rast verlässt die FIA-Formel-E-Weltmeisterschaft und konzentriert sich auf den Einsatz mit Audi in der DTM.
Oliver Rowland wechselt nach drei Saisons bei Nissan e.dams zu Mahindra Racing, wo er Nachfolger von Alex Lynn wird. Sein Nachfolger wird Maximilian Günther, der das Andretti-Team nach dem werksseitigen Rückzug von Motorenlieferant BMW verlässt. Günthers Platz bei Andretti wird von Oliver Askew eingenommen, der in der Rennserie debütiert.
Antonio Giovinazzi, der bis einschließlich 2021 in der Formel-1-Weltmeisterschaft für Alfa Romeo antrat, wechselt zu Dragon Racing, wo er Joel Eriksson ersetzt.
Tom Blomqvist verlässt die Rennserie ebenfalls. Seinen Platz bei NIO 333 nimmt Daniel Ticktum ein.

## Teams und Fahrer
Alle Teams und Fahrer verwenden das Einheits-Chassis Spark SRT_05e sowie Reifen von Michelin.
| Bild                                                 | Team                             | Fahrzeug                    | Nr. | Fahrer                 | Rennen | Test-/Ersatzfahrer            |
| ---------------------------------------------------- | -------------------------------- | --------------------------- | --- | ---------------------- | ------ | ----------------------------- |
| Mercedes-EQ Silver Arrow 02                          | Mercedes-EQ Formula E Team       | Mercedes-EQ Silver Arrow 02 | 5   | Stoffel Vandoorne      | 1–16   |                               |
| Mercedes-EQ Silver Arrow 02                          | Mercedes-EQ Formula E Team       | Mercedes-EQ Silver Arrow 02 | 17  | Nyck de Vries          | 1–16   |                               |
| Jaguar I-Type 5                                      | Jaguar TCS Racing                | Jaguar I-Type 5             | 9   | Mitch Evans            | 1–16   | Sacha Fenestraz Norman Nato   |
| Jaguar I-Type 5                                      | Jaguar TCS Racing                | Jaguar I-Type 5             | 10  | Sam Bird               | 1–14   | Sacha Fenestraz Norman Nato   |
| Jaguar I-Type 5                                      | Jaguar TCS Racing                | Jaguar I-Type 5             | 71  | Norman Nato            | 15, 16 | Sacha Fenestraz Norman Nato   |
| DS E-Tense FE21                                      | DS Techeetah                     | DS E-Tense FE21             | 13  | Antonio Felix da Costa | 1–16   |                               |
| DS E-Tense FE21                                      | DS Techeetah                     | DS E-Tense FE21             | 25  | Jean-Éric Vergne       | 1–16   |                               |
| Audi e-tron FE07 von Envision Racing                 | Envision Racing                  | Audi e-tron FE07            | 4   | Robin Frijns           | 1–16   | Tom Blomqvist Alice Powell    |
| Audi e-tron FE07 von Envision Racing                 | Envision Racing                  | Audi e-tron FE07            | 37  | Nick Cassidy           | 1–16   | Tom Blomqvist Alice Powell    |
| BMW iFE.21 von Avalanche Andretti Formula E Team     | Avalanche Andretti Formula E     | BMW iFE.21                  | 27  | Jake Dennis            | 1–16   | David Beckmann                |
| BMW iFE.21 von Avalanche Andretti Formula E Team     | Avalanche Andretti Formula E     | BMW iFE.21                  | 28  | Oliver Askew           | 1–16   | David Beckmann                |
| Mercedes-EQ Silver Arrow 02 von ROKiT Venturi Racing | ROKiT Venturi Racing             | Mercedes-EQ Silver Arrow 02 | 11  | Lucas di Grassi        | 1–16   |                               |
| Mercedes-EQ Silver Arrow 02 von ROKiT Venturi Racing | ROKiT Venturi Racing             | Mercedes-EQ Silver Arrow 02 | 48  | Edoardo Mortara        | 1–16   |                               |
| Porsche 99X Electric                                 | TAG Heuer Porsche Formula E Team | Porsche 99X Electric        | 36  | André Lotterer         | 1–16   | Simona de Silvestro Neel Jani |
| Porsche 99X Electric                                 | TAG Heuer Porsche Formula E Team | Porsche 99X Electric        | 94  | Pascal Wehrlein        | 1–16   | Simona de Silvestro Neel Jani |
| Mahindra M7Electro                                   | Mahindra Racing                  | Mahindra M8Electro          | 29  | Alexander Sims         | 1–16   | Jordan King                   |
| Mahindra M7Electro                                   | Mahindra Racing                  | Mahindra M8Electro          | 30  | Oliver Rowland         | 1–16   | Jordan King                   |
| Nissan IM03                                          | Nissan e.dams                    | Nissan IM03                 | 22  | Maximilian Günther     | 1–16   |                               |
| Nissan IM03                                          | Nissan e.dams                    | Nissan IM03                 | 23  | Sébastien Buemi        | 1–16   |                               |
| Penske EV-5                                          | Dragon / Penske Autosport        | Penske EV-5                 | 7   | Sérgio Sette Câmara    | 1–16   |                               |
| Penske EV-5                                          | Dragon / Penske Autosport        | Penske EV-5                 | 99  | Antonio Giovinazzi     | 1–15   |                               |
| Penske EV-5                                          | Dragon / Penske Autosport        | Penske EV-5                 | 99  | Sacha Fenestraz        | 16     |                               |
| NIO 333 001                                          | NIO 333 Formula E Team           | NIO 333 001                 | 3   | Oliver Turvey          | 1–16   | Adam Carroll                  |
| NIO 333 001                                          | NIO 333 Formula E Team           | NIO 333 001                 | 33  | Daniel Ticktum         | 1–16   | Adam Carroll                  |

## Rennkalender
2021/22 sollten sechzehn Rennen in zwölf Städten ausgetragen werden. Am 8. Juli 2021 veröffentlichte die FIA den Rennkalender, bei dem jedoch zwei Austragungsorte fehlten. Bei einem der beiden Rennen wurde nur bekanntgegeben, dass es in China stattfinden soll. Am 15. Oktober 2021 wurde ein überarbeiteter Rennkalender bekanntgegeben: Das Rennen in Kapstadt entfiel, das bislang ohne Austragungsort vorgesehene Rennen wird in Jakarta stattfinden. Finalisiert wurde der Kalender von der FIA am 15. Dezember 2021, als die beiden Termine ohne definierte Austragungsorte entfielen. Dafür wurden Berlin und Rom erneut zu „Double-Headern“, es wurden also jeweils zwei Rennen durchgeführt.
Nachdem der Vancouver E-Prix seitens des Veranstalters abgesagt wurde, gab die Rennserie im Mai 2022 bekannt, stattdessen ein Rennen in Marrakesch auszutragen.
| Nr. | Datum       | Veranstaltung (Rennstrecke)          | Erster                                             | Zweiter                                           | Dritter                                        | Pole-Position                                      | Schnellste Runde                           | Gesamtführung                                  | Gesamtführung              |
| Nr. | Datum       | Veranstaltung (Rennstrecke)          | Erster                                             | Zweiter                                           | Dritter                                        | Pole-Position                                      | Schnellste Runde                           | Fahrer                                         | Team                       |
| --- | ----------- | ------------------------------------ | -------------------------------------------------- | ------------------------------------------------- | ---------------------------------------------- | -------------------------------------------------- | ------------------------------------------ | ---------------------------------------------- | -------------------------- |
| 01. | 28. Januar  | Diriyya E-Prix (Diriyya)             | Nyck de Vries (Mercedes-EQ Formula E Team)         | Stoffel Vandoorne (Mercedes-EQ Formula E Team)    | Jake Dennis (Avalanche Andretti Formula E)     | Stoffel Vandoorne (Mercedes-EQ Formula E Team)     | Nick Cassidy (Envision Racing)             | Nyck de Vries (Mercedes-EQ Formula E Team)     | Mercedes-EQ Formula E Team |
| 02. | 29. Januar  | Diriyya E-Prix (Diriyya)             | Edoardo Mortara (ROKiT Venturi Racing)             | Robin Frijns (Envision Racing)                    | Lucas di Grassi (ROKiT Venturi Racing)         | Nyck de Vries (Mercedes-EQ Formula E Team)         | Sam Bird (Jaguar TCS Racing)               | Edoardo Mortara (ROKiT Venturi Racing)         | ROKiT Venturi Racing       |
| 03. | 12. Februar | Mexiko-Stadt E-Prix (Mexiko-Stadt)   | Pascal Wehrlein (TAG Heuer Porsche Formula E Team) | André Lotterer (TAG Heuer Porsche Formula E Team) | Jean-Éric Vergne (DS Techeetah)                | Pascal Wehrlein (TAG Heuer Porsche Formula E Team) | Lucas di Grassi (ROKiT Venturi Racing)     | Edoardo Mortara (ROKiT Venturi Racing)         | ROKiT Venturi Racing       |
| 04. | 9. April    | Rom E-Prix (Rom)                     | Mitch Evans (Jaguar TCS Racing)                    | Robin Frijns (Envision Racing)                    | Stoffel Vandoorne (Mercedes-EQ Formula E Team) | Stoffel Vandoorne (Mercedes-EQ Formula E Team)     | Lucas di Grassi (ROKiT Venturi Racing)     | Edoardo Mortara (ROKiT Venturi Racing)         | Mercedes-EQ Formula E Team |
| 05. | 10. April   | Rom E-Prix (Rom)                     | Mitch Evans (Jaguar TCS Racing)                    | Jean-Éric Vergne (DS Techeetah)                   | Robin Frijns (Envision Racing)                 | Jean-Éric Vergne (DS Techeetah)                    | Robin Frijns (Envision Racing)             | Jean-Éric Vergne (DS Techeetah)                | Mercedes-EQ Formula E Team |
| 06. | 30. April   | Monaco E-Prix (Monaco)               | Stoffel Vandoorne (Mercedes-EQ Formula E Team)     | Mitch Evans (Jaguar TCS Racing)                   | Jean-Éric Vergne (DS Techeetah)                | Mitch Evans (Jaguar TCS Racing)                    | Robin Frijns (Envision Racing)             | Stoffel Vandoorne (Mercedes-EQ Formula E Team) | Mercedes-EQ Formula E Team |
| 07. | 14. Mai     | Berlin E-Prix (Berlin)               | Edoardo Mortara (ROKiT Venturi Racing)             | Jean-Éric Vergne (DS Techeetah)                   | Stoffel Vandoorne (Mercedes-EQ Formula E Team) | Edoardo Mortara (ROKiT Venturi Racing)             | Lucas di Grassi (ROKiT Venturi Racing)     | Stoffel Vandoorne (Mercedes-EQ Formula E Team) | Mercedes-EQ Formula E Team |
| 08. | 15. Mai     | Berlin E-Prix (Berlin)               | Nyck de Vries (Mercedes-EQ Formula E Team)         | Edoardo Mortara (ROKiT Venturi Racing)            | Stoffel Vandoorne (Mercedes-EQ Formula E Team) | Edoardo Mortara (ROKiT Venturi Racing)             | Nick Cassidy (Envision Racing)             | Stoffel Vandoorne (Mercedes-EQ Formula E Team) | Mercedes-EQ Formula E Team |
| 09. | 4. Juni     | Jakarta E-Prix (Jakarta)             | Mitch Evans (Jaguar TCS Racing)                    | Jean-Éric Vergne (DS Techeetah)                   | Edoardo Mortara (ROKiT Venturi Racing)         | Jean-Éric Vergne (DS Techeetah)                    | Mitch Evans (Jaguar TCS Racing)            | Stoffel Vandoorne (Mercedes-EQ Formula E Team) | Mercedes-EQ Formula E Team |
| 10. | 2. Juli     | Marrakesch E-Prix (Marrakesch)       | Edoardo Mortara (ROKiT Venturi Racing)             | António Félix da Costa (DS Techeetah)             | Mitch Evans (Jaguar TCS Racing)                | António Félix da Costa (DS Techeetah)              | Lucas di Grassi (ROKiT Venturi Racing)     | Edoardo Mortara (ROKiT Venturi Racing)         | ROKiT Venturi Racing       |
| 11. | 16. Juli    | New York City E-Prix (New York City) | Nick Cassidy (Envision Racing)                     | Lucas di Grassi (ROKiT Venturi Racing)            | Robin Frijns (Envision Racing)                 | Nick Cassidy (Envision Racing)                     | Edoardo Mortara (ROKiT Venturi Racing)     | Edoardo Mortara (ROKiT Venturi Racing)         | ROKiT Venturi Racing       |
| 12. | 17. Juli    | New York City E-Prix (New York City) | António Félix da Costa (DS Techeetah)              | Stoffel Vandoorne (Mercedes-EQ Formula E Team)    | Mitch Evans (Jaguar TCS Racing)                | Nick Cassidy (Envision Racing)                     | Edoardo Mortara (ROKiT Venturi Racing)     | Stoffel Vandoorne (Mercedes-EQ Formula E Team) | Mercedes-EQ Formula E Team |
| 13. | 30. Juli    | London E-Prix (London)               | Jake Dennis (Avalanche Andretti Formula E)         | Stoffel Vandoorne (Mercedes-EQ Formula E Team)    | Nick Cassidy (Envision Racing)                 | Jake Dennis (Avalanche Andretti Formula E)         | Jake Dennis (Avalanche Andretti Formula E) | Stoffel Vandoorne (Mercedes-EQ Formula E Team) | Mercedes-EQ Formula E Team |
| 14. | 31. Juli    | London E-Prix (London)               | Lucas di Grassi (ROKiT Venturi Racing)             | Jake Dennis (Avalanche Andretti Formula E)        | Nyck de Vries (Mercedes-EQ Formula E Team)     | Jake Dennis (Avalanche Andretti Formula E)         | Nick Cassidy (Envision Racing)             | Stoffel Vandoorne (Mercedes-EQ Formula E Team) | Mercedes-EQ Formula E Team |
| 15. | 13. August  | Seoul E-Prix (Seoul)                 | Mitch Evans (Jaguar TCS Racing)                    | Oliver Rowland (Mahindra Racing)                  | Lucas di Grassi (ROKiT Venturi Racing)         | Oliver Rowland (Mahindra Racing)                   | Jake Dennis (Avalanche Andretti Formula E) | Stoffel Vandoorne (Mercedes-EQ Formula E Team) | Mercedes-EQ Formula E Team |
| 16. | 14. August  | Seoul E-Prix (Seoul)                 | Edoardo Mortara (ROKiT Venturi Racing)             | Stoffel Vandoorne (Mercedes-EQ Formula E Team)    | Jake Dennis (Avalanche Andretti Formula E)     | António Félix da Costa (DS Techeetah)              | Nick Cassidy (Envision Racing)             | Stoffel Vandoorne (Mercedes-EQ Formula E Team) | Mercedes-EQ Formula E Team |

Anmerkungen
1. ↑  Sam Bird fuhr die schnellste Runde beim zweiten Rennen des Diriyya E-Prix. Da er jedoch nicht unter den ersten Zehn ins Ziel kam, ging der Bonuspunkt für die schnellste Runde stattdessen an Stoffel Vandoorne.
2. ↑  Lucas di Grassi fuhr die schnellste Runde beim Mexiko-Stadt E-Prix. Da er jedoch nicht unter den ersten Zehn ins Ziel kam, ging der Bonuspunkt für die schnellste Runde stattdessen an Nyck de Vries.
3. ↑  Lucas di Grassi fuhr die schnellste Runde beim ersten Rennen des Rom E-Prix. Da er jedoch nicht unter den ersten Zehn ins Ziel kam, ging der Bonuspunkt für die schnellste Runde stattdessen an Nick Cassidy.
4. ↑  Lucas di Grassi fuhr die schnellste Runde beim ersten Rennen des Berlin E-Prix. Da er jedoch nicht unter den ersten Zehn ins Ziel kam, ging der Bonuspunkt für die schnellste Runde stattdessen an Pascal Wehrlein.
5. ↑  Nick Cassidy fuhr die schnellste Runde beim zweiten Rennen des Berlin E-Prix. Da er jedoch nicht unter den ersten Zehn ins Ziel kam, ging der Bonuspunkt für die schnellste Runde stattdessen an Edoardo Mortara.
6. ↑  Nick Cassidy gewann den Pole-Position beim zweiten Rennen des New York E-Prix und erhielt die drei Punkte. Da er jedoch die zweite Batterie und den fünften Batteriekühler in dieser Saison verwendete, wurde er um insgesamt 30 Startplätze nach hinten versetzt. Vom ersten Platz startete António Félix da Costa.
7. ↑  Nick Cassidy fuhr die schnellste Runde beim zweiten Rennen des London E-Prix. Da er jedoch nicht unter den ersten Zehn ins Ziel kam, ging der Bonuspunkt für die schnellste Runde stattdessen an Jake Dennis, dessen schnellste Runde jedoch 0,008 Sekunden langsamer war als die von Lucas di Grassi. Di Grassi verwendete auf seiner schnellsten Runde jedoch den Fanboost, damit war diese Rundenzeit laut Reglement von der Vergabe des Bonuspunktes ausgeschlossen.

## Wertung
Die zehn erstplatzierten Fahrer jedes Rennens erhielten Punkte nach folgendem Schema:
| Platz  | 1  | 2  | 3  | 4  | 5  | 6 | 7 | 8 | 9 | 10 |   | PP | SR |
| Punkte | 25 | 18 | 15 | 12 | 10 | 8 | 6 | 4 | 2 | 1  | 3 | 1  |    |

### Fahrerwertung
| Pos. | Fahrer            | DIR   | DIR  | MEX   | ROM   | ROM   | MON  | BER  | BER | JAK   | MAR | NYC   | NYC   | LON  | LON   | SEO   | SEO  | Punkte |
| ---- | ----------------- | ----- | ---- | ----- | ----- | ----- | ---- | ---- | --- | ----- | --- | ----- | ----- | ---- | ----- | ----- | ---- | ------ |
| 01   | S. Vandoorne      | °2°   | °7°  | °11°  | °3°   | °5°   | °1°  | °3°  | °3° | °5°   | °8° | °4°   | °2°   | °2°  | °4°   | °5°   | °2°  | 213    |
| 02   | M. Evans          | °10°  | 21   | 19    | 1     | 1     | 2    | °5°  | 10  | °1°   | 3   | 11    | 3     | °5°  | °DNF° | °1°   | °7°  | 180    |
| 03   | E. Mortara        | 6     | 1    | 5     | 7     | DNF   | DNF  | 1    | 2   | 3     | °1° | °9°   | °10°  | °18° | °13°  | °DNF° | °1°  | 169    |
| 04   | J. Vergne         | 8     | °6°  | 3     | °4°   | °2°   | °3°  | °2°  | °9° | °2°   | °4° | °18°  | °DNF° | 14   | DNF   | 6     | 6    | 144    |
| 05   | L. di Grassi      | 5     | 3    | °12°  | 11    | 8     | 6    | DNF  | 4   | 7     | °5° | °2°   | DNF   | °9°  | °1°   | °3°   | °11° | 126    |
| 06   | J. Dennis         | 3     | 5    | 10    | 13    | DNF   | 9    | 13   | 13  | 6     | 7   | 10    | 8     | 1    | 2     | 4     | 3    | 126    |
| 07   | R. Frijns         | 16    | 2    | 7     | 2     | 3     | 4    | 12   | 5   | 17    | 18  | 3     | 6     | 16   | 7     | 8     | 4    | 126    |
| 08   | A. Félix da Costa | °DNF° | °12° | °4°   | °6°   | °13°  | °5°  | °8°  | °6° | °4°   | °2° | °DNF° | °1°   | °7°  | 5     | °9°   | °10° | 122    |
| 09   | N. de Vries       | °1°   | °10° | °6°   | °DNF° | 14    | °10° | °10° | °1° | °DNF° | 6   | 8     | °7°   | 6    | °3°   | DNF   | DNF  | 106    |
| 10   | P. Wehrlein       | 11    | 9    | 1     | 8     | 6     | DNF  | 6    | 12  | 8     | 12  | 6     | 11    | 10   | 10    | 7     | DNF  | 71     |
| 11   | N. Cassidy        | 7     | 16   | 13    | 9     | DNF   | 7    | DNF  | 21  | 16    | 13  | 1     | 16    | 3    | DNF   | 10    | 8    | 68     |
| 12   | A. Lotterer       | 13    | 4    | 2     | 10    | 4     | DNF  | 4    | °8° | 9     | 15  | 16    | 9     | 12   | 12    | DNF   | DNF  | 63     |
| 13   | S. Bird           | 4     | 15   | 15    | 5     | DNF   | DNF  | 7    | 11  | 10    | 9   | 7     | 5     | DNF  | 8     | INJ   | INJ  | 51     |
| 14   | O. Rowland        | DNF   | 8    | 16    | DNF   | °DNF° | DNF  | 11   | 7   | DNF   | 10  | 13    | 14    | DNF  | DNF   | 2     | DNF  | 32     |
| 15   | S. Buemi          | 17    | 13   | 8     | 16    | 9     | 8    | 14   | 14  | 11    | 16  | 5     | 13    | 11   | 6     | DNF   | 9    | 30     |
| 16   | O. Askew          | 9     | 11   | 17    | 14    | 15    | 15   | 15   | 15  | 13    | 11  | 19    | DNF   | 4    | DNF   | DNF   | 5    | 24     |
| 17   | A. Sims           | 14    | DNF  | DNF   | 12    | DNF   | 11   | 9    | 18  | 15    | 14  | 14    | 4     | 13   | 11    | DNF   | 12   | 14     |
| 18   | O. Turvey         | 19    | 18   | 14    | 17    | 7     | 14   | 16   | 17  | 12    | 17  | 15    | 15    | 15   | 14    | DNF   | 15   | 6      |
| 19   | M. Günther        | 12    | 14   | 9     | DNF   | 11    | 17   | 18   | 16  | 14    | DNF | 12    | DSQ   | 8    | 15    | 11    | DNF  | 6      |
| 20   | S. Sette Câmara   | 15    | 17   | 20    | 15    | 12    | 13   | 17   | 19  | 19    | 20  | DNS   | 17    | DNF  | 9     | 12    | 13   | 2      |
| 21   | D. Ticktum        | 18    | 19   | 18    | 19    | 10    | 12   | 19   | 20  | 18    | DNF | 17    | 12    | 17   | DNF   | DNF   | DNF  | 1      |
| 22   | N. Nato           |       |      |       |       |       |      |      |     |       |     |       |       |      |       | 13    | 14   | 0      |
| 23   | A. Giovinazzi     | °20°  | °20° | °DNF° | °18°  | °DNF° | °16° | 20   | 22  | DNF   | 19  | DNF   | DNF   | DNF  | DNF   | DNF   | INJ  | 0      |
| 24   | S. Fenestraz      |       |      |       |       |       |      |      |     |       |     |       |       |      |       |       | 16   | 0      |

### Teamwertung
| Pos. | Team                             | Nr. | DIR   | DIR  | MEX   | ROM   | ROM   | MON  | BER  | BER | JAK   | MAR | NYC   | NYC   | LON  | LON   | SEO   | SEO  | Punkte |
| ---- | -------------------------------- | --- | ----- | ---- | ----- | ----- | ----- | ---- | ---- | --- | ----- | --- | ----- | ----- | ---- | ----- | ----- | ---- | ------ |
| 01   | Mercedes-EQ Formula E Team       | 05  | °2°   | °7°  | °11°  | °3°   | °5°   | °1°  | °3°  | °3° | °5°   | °8° | °4°   | °2°   | °2°  | °4°   | °5°   | °2°  | 319    |
| 01   | Mercedes-EQ Formula E Team       | 17  | °1°   | °10° | °6°   | °DNF° | 14    | °10° | °10° | °1° | °DNF° | 6   | 8     | °7°   | 6    | °3°   | DNF   | DNF  | 319    |
| 02   | ROKiT Venturi Racing             | 11  | 5     | 3    | °12°  | 11    | 8     | 6    | DNF  | 4   | 7     | °5° | °2°   | DNF   | °9°  | °1°   | °3°   | °11° | 295    |
| 02   | ROKiT Venturi Racing             | 48  | 6     | 1    | 5     | 7     | DNF   | DNF  | 1    | 2   | 3     | °1° | °9°   | °10°  | °18° | °13°  | °DNF° | °1°  | 295    |
| 03   | DS Techeetah                     | 13  | °DNF° | °12° | °4°   | °6°   | °13°  | °5°  | °8°  | °6° | °4°   | °2° | °DNF° | °1°   | °7°  | 5     | °9°   | °10° | 266    |
| 03   | DS Techeetah                     | 25  | 8     | °6°  | 3     | °4°   | °2°   | °3°  | °2°  | °9° | °2°   | °4° | °18°  | °DNF° | 14   | DNF   | 6     | 6    | 266    |
| 04   | Jaguar TCS Racing                | 09  | °10°  | 21   | 19    | 1     | 1     | 2    | °5°  | 10  | °1°   | 3   | 11    | 3     | °5°  | °DNF° | °1°   | °7°  | 231    |
| 04   | Jaguar TCS Racing                | 10  | 4     | 15   | 15    | 5     | DNF   | DNF  | 7    | 11  | 10    | 9   | 7     | 5     | DNF  | 8     | 13    | 14   | 231    |
| 05   | Envision Racing                  | 04  | 16    | 2    | 7     | 2     | 3     | 4    | 12   | 5   | 17    | 18  | 3     | 6     | 16   | 7     | 8     | 4    | 194    |
| 05   | Envision Racing                  | 37  | 7     | 16   | 13    | 9     | DNF   | 7    | DNF  | 21  | 16    | 13  | 1     | 16    | 3    | DNF   | 10    | 8    | 194    |
| 06   | Avalanche Andretti Formula E     | 27  | 3     | 5    | 10    | 13    | DNF   | 9    | 13   | 13  | 6     | 7   | 10    | 8     | 1    | 2     | 4     | 3    | 150    |
| 06   | Avalanche Andretti Formula E     | 28  | 9     | 11   | 17    | 14    | 15    | 15   | 15   | 15  | 13    | 11  | 19    | DNF   | 4    | DNF   | DNF   | 5    | 150    |
| 07   | TAG Heuer Porsche Formula E Team | 36  | 13    | 4    | 2     | 10    | 4     | DNF  | 4    | °8° | 9     | 15  | 16    | 9     | 12   | 12    | DNF   | DNF  | 134    |
| 07   | TAG Heuer Porsche Formula E Team | 94  | 11    | 9    | 1     | 8     | 6     | DNF  | 6    | 12  | 8     | 12  | 6     | 11    | 10   | 10    | 7     | DNF  | 134    |
| 08   | Mahindra Racing                  | 29  | 14    | DNF  | DNF   | 12    | DNF   | 11   | 9    | 18  | 15    | 14  | 14    | 4     | 13   | 11    | DNF   | 12   | 46     |
| 08   | Mahindra Racing                  | 30  | DNF   | 8    | 16    | DNF   | °DNF° | DNF  | 11   | 7   | DNF   | 10  | 13    | 14    | DNF  | DNF   | 2     | DNF  | 46     |
| 09   | Nissan e.dams                    | 22  | 12    | 14   | 9     | DNF   | 11    | 17   | 18   | 16  | 14    | DNF | 12    | DSQ   | 8    | 15    | 11    | DNF  | 36     |
| 09   | Nissan e.dams                    | 23  | 17    | 13   | 8     | 16    | 9     | 8    | 14   | 14  | 11    | 16  | 5     | 13    | 11   | 6     | DNF   | 9    | 36     |
| 10   | NIO 333 Formula E Team           | 03  | 19    | 18   | 14    | 17    | 7     | 14   | 16   | 17  | 12    | 17  | 15    | 15    | 15   | 14    | DNF   | 15   | 7      |
| 10   | NIO 333 Formula E Team           | 33  | 18    | 19   | 18    | 19    | 10    | 12   | 19   | 20  | 18    | DNF | 17    | 12    | 17   | DNF   | DNF   | DNF  | 7      |
| 11   | Dragon / Penske Autosport        | 07  | 15    | 17   | 20    | 15    | 12    | 13   | 17   | 19  | 19    | 20  | DNS   | 17    | DNF  | 9     | 12    | 13   | 2      |
| 11   | Dragon / Penske Autosport        | 99  | °20°  | °20° | °DNF° | °18°  | °DNF° | °16° | 20   | 22  | DNF   | 19  | DNF   | DNF   | DNF  | DNF   | DNF   | 16   | 2      |

### Legende
| Legende                      | Legende       | Legende                                                                 |
| Farbe                        | Abkürzung     | Bedeutung                                                               |
| ---------------------------- | ------------- | ----------------------------------------------------------------------- |
| Gold                         | —             | Sieger                                                                  |
| Silber                       | —             | 2. Platz                                                                |
| Bronze                       | —             | 3. Platz                                                                |
| Grün                         | —             | Platzierung in den Punkten                                              |
| Blau                         | —             | Klassifiziert außerhalb der Punkteränge                                 |
| Violett                      | DNF           | Rennen nicht beendet                                                    |
| Violett                      | NC            | nicht klassifiziert                                                     |
| Rot                          | DNQ           | nicht qualifiziert                                                      |
| Schwarz                      | DSQ           | disqualifiziert                                                         |
| Weiß                         | DNS           | nicht am Start                                                          |
| Weiß                         | WD            | zurückgezogen                                                           |
| Weiß                         | C             | Rennen abgesagt                                                         |
| Blanko                       |               | nicht teilgenommen                                                      |
| Blanko                       | DNP           | gemeldet, aber nicht teilgenommen                                       |
| Blanko                       | INJ           | verletzt oder krank                                                     |
| Blanko                       | EX            | ausgeschlossen                                                          |
| sonstige Formate und Zeichen | P/fett        | Pole-Position                                                           |
| sonstige Formate und Zeichen | kursiv        | Schnellste Rennrunde (ab 2017/18: Schnellste Rennrunde der ersten Zehn) |
| sonstige Formate und Zeichen | unterstrichen | Führender in der Gesamtwertung                                          |
| sonstige Formate und Zeichen | °             | FanBoost                                                                |
| sonstige Formate und Zeichen | *             | nicht im Ziel, aufgrund der zurückgelegten Distanz aber gewertet        |
| sonstige Formate und Zeichen | ( )           | Streichresultat                                                         |

### Rennduelle
| Fahrer                           | :                          | Fahrer                     |
| Mercedes-EQ Formula E Team       | Mercedes-EQ Formula E Team | Mercedes-EQ Formula E Team |
| -------------------------------- | -------------------------- | -------------------------- |
| Stoffel Vandoorne                | 11:5                       | Nyck de Vries              |
| Jaguar TCS Racing                |                            |                            |
| Mitch Evans                      | 9:5                        | Sam Bird                   |
| Mitch Evans                      | 2:0                        | Norman Nato                |
| DS Techeetah                     |                            |                            |
| António Félix da Costa           | 5:11                       | Jean-Éric Vergne           |
| Envision Racing                  |                            |                            |
| Robin Frijns                     | 11:5                       | Nick Cassidy               |
| Avalanche Andretti Formula E     |                            |                            |
| Jake Dennis                      | 15:1                       | Oliver Askew               |
| ROKiT Venturi Racing             |                            |                            |
| Lucas di Grassi                  | 7:9                        | Edoardo Mortara            |
| TAG Heuer Porsche Formula E Team |                            |                            |
| André Lotterer                   | 5:9                        | Pascal Wehrlein            |
| Mahindra Racing                  |                            |                            |
| Alexander Sims                   | 8:7                        | Oliver Rowland             |
| Nissan e.dams                    |                            |                            |
| Maximilian Günther               | 3:13                       | Sébastien Buemi            |
| Dragon / Penske Autosport        |                            |                            |
| Sérgio Sette Câmara              | 12:1                       | Antonio Giovinazzi         |
| Sérgio Sette Câmara              | 1:0                        | Sacha Fenestraz            |
| NIO 333 Formula E Team           |                            |                            |
| Oliver Turvey                    | 12:3                       | Daniel Ticktum             |